# Fuenterrobles
Fuenterrobles es un municipio de la Comunidad Valenciana, España. Perteneciente a la provincia de Valencia, en la comarca de Utiel-Requena. El término municipal de Fuenterrobles tiene una superficie de 49 453 km². Cuenta con una población de 696 habitantes (INE 2024). Se trata de un municipio castellanohablante, en el que el castellano cuenta con el predominio lingüístico reconocido legalmente.

## Geografía
Se encuentra integrado en la comarca Plana de Utiel-Requena, situándose a 97 kilómetros de la capital valenciana. Por el sur del término municipal pasa la autovía del Este en el pK 264, así como la antigua carretera N-3.
El relieve del municipio es bastante llano, formando parte de la Meseta peninsular en su sector oriental. Por el noreste del territorio se alza la sierra de Bicuerca, con alturas superiores a los mil metros, destacando el pico Bicuerca (1116 m). Al noroeste se alzan los cerros Juan Benito (1008 m) y Pelado (986 m) y al sur el pico llamado Atalaya del Sabinar (921 m). Por el sector meridional, la acequia Madre lo atraviesa en dirección oeste a este.
Entre los espacios naturales más destacados de Fuenterrobles encontramos los tilos de la Cooperativa y la Talayuela, la Barraca Pozuelo, la Dehesa o los Chopos de Regajo, donde además se hallan los arenales y la Cueva del Cid. La Ruta del Agua recorre enclaves históricos muy vinculados a los orígenes de la localidad, incluyendo antiguos molinos, el asentamiento íbero de la Peladilla o el antiguo telégrafo, donde disfrutar de fabulosas vistas de los alrededores de Fuenterrobles. Además, en el casco urbano se encuentra la Colección Museográfica Vida Rural, una exposición etnográfica con más de 1000 piezas donadas por los vecinos del municipio que permiten trasladar a aquellos que la visitan a tiempos remotos y conocer la vida tradicional y las tradiciones del pueblo.
| Noroeste: Camporrobles            | Norte: Camporrobles | Noreste: Utiel                      |
| Oeste: Camporrobles               |                     | Este: Utiel, Caudete de las Fuentes |
| Suroeste: Villargordo del Cabriel | Sur: Venta del Moro | Sureste: Caudete de las Fuentes     |

## Historia
Los primeros indicios de asentamientos humanos en el municipio de Fuenterrobles se remontan a la Edad de los Metales (periodo del Cobre, tercer milenio a. C.), donde habitaron celtíberos, íberos, romanos y árabes.
Fuenterrobles comenzó a poblarse en el año 1402, estableciéndose su origen en la conocida Fuente del Concejo. Tras la Reconquista, la localidad fue aldea dependiente de Requena. Uno de los elementos históricos más importantes es la Cueva de Piedra o del Cid, situado en el paraje denominado Cavorrobles, tradicionalmente ligada al personaje legendario del Cid Campeador. Desde el siglo XVI existe una leyenda local que relaciona la Cueva del Cid con figuras y hechos cotidianos.
Durante la Guerra de la Independencia (1808-1814), el municipio fue saqueado por las tropas francesas. Durante las Guerras Carlistas y, gracias a la Constitución de 1812, Fuenterrobles obtuvo el título de villa el 15 de agosto de 1836, consiguiendo la independencia de Requena. Posteriormente, en 1851, pasó a formar parte de la Provincia de Valencia separándose, junto al resto de los municipios de la comarca, de la provincia de Cuenca.
En varios puntos del término se han encontrado con frecuencia cerámicas ibéricas y romanas. En la cima del cerro de la Peladilla quedan restos de un poblado ibérico perteneciente a los siglos III o II a. C. y en la cueva de los Arenales del Cid se han recogido cerámicas ibéricas y romanas, así como una moneda de Galieno. [cita requerida]

### DANA de 2024
A finales de octubre de 2024, Fuenterrobles sufrió unas fuertes inundaciones consecuencia de un temporal de DANA, que destruyó numerosas infraestructuras como carreteras o puentes, causando más de 200 fallecidos y dejando a miles de personas afectadas en la Provincia de Valencia. Fuenterrobles fue uno de los municipios más afectados de la Comarca Utiel-Requena por la DANA, viéndose afectados instalaciones como el gimnasio, la escuela de música o casas y restaurantes de la localidad. El municipio ha recibido numerosas ayudas para la reconstrucción de administraciones autonómicas y estatales por parte de la Generalidad Valenciana.

## Demografía
Fuenterrobles cuenta con una población de 696 habitantes (INE 2024).
| Gráfica de evolución demográfica de Fuenterrobles entre 1842 y 2021.                                                |
| |
| Población de derecho según los censos de población del INE Población de hecho según los censos de población del INE |

En el censo de 1842 este municipio pertenecía a la provincia de Cuenca.

## Economía
La economía de Fuenterrobles está basada tradicionalmente en la agricultura. La mayor parte de los cultivos son de secano: trigo, cebada, avena, olivo y vid. Las hectáreas de tierras regadas con agua de pozos y manantiales tienen como cultivos las hortalizas. Tiene muchas plantas y pueden ser de muchos sabores como por ejemplo: azúcar moreno. [cita requerida]
El 55,8 % de la actividad total recae en el sector de los servicios, mientras sectores como la agricultura (17,6 %) y la industria (14,7 %) también se encuentran muy presentes en la zona. Además, el cultivo de frutales no cítricos representa la mayor parte de la superficie de cultivos, con un total de 1598 hectáreas (48,9 % del total), seguido muy de cerca de la viña, 1338 hectáreas (41 %), cereales para grano, 181 hectáreas (5,5 %) y el olivar, 133 hectáreas (4,1 %).

#### Evolución de la deuda viva
El concepto de deuda viva contempla solo las deudas con cajas y bancos relativas a créditos financieros, valores de renta fija y préstamos o créditos transferidos a terceros, excluyéndose, por tanto, la deuda comercial.
| Gráfica de evolución de la deuda viva del ayuntamiento entre 2008 y 2023                             |
| |
| Deuda viva del ayuntamiento en miles de Euros según datos del Ministerio de Hacienda y Ad. Públicas. |

La deuda viva municipal por habitante en 2023 se data en 0 €.

## Administración y política
| Periodo   | Nombre                          | Partido   |
| --------- | ------------------------------- | --------- |
| 1979-1983 | Eloy Chaves Alcalá              | PCE       |
| 1983-1987 | Gregorio Pérez Moya             | PCE       |
| 1987-1991 | Luis Pérez Latorre              | AP        |
| 1991-1995 | Héctor Monteagudo Viana         | PSPV-PSOE |
| 1995-1999 | Héctor Monteagudo Viana         | PSPV-PSOE |
| 1999-2003 | Héctor Monteagudo Viana         | PSPV-PSOE |
| 2003-2007 | Héctor Monteagudo Viana         | PSPV-PSOE |
| 2007-2011 | María Estefanía Berlanga García | EUPV      |
| 2011-2015 | María Estefanía Berlanga García | EUPV      |
| 2015-2019 | María Estefanía Berlanga García | EUPV      |
| 2019-2023 | Adrián Álvarez Díaz             | EUPV      |
| 2023-2024 | Adrián Álvarez Díaz             | EUPV      |
| 2024-act. | Carolina Viana Guaita           | EUPV      |

## Cultura

### Patrimonio
- Iglesia parroquial. Está dedicada a Santiago Apóstol y fue construida en el año 1757. Se trata de una construcción neoclásica característica de la época que representa la iglesia de menor tamaño de toda la comarca Utiel-Requena.[15]
- Torre de telegrafía óptica de Fuenterrobles. Construida en 1845 como parte de la red de telegrafía óptica entre Madrid y Valencia presenta una planta cuadrada de 6,20 m de lado y 9 m de alto, distribuidos en tres niveles. Está edificada con piedra enlucida con mortero de cal y su estructura se conserva en buen estado aunque uno de sus muros ha perdido parte de la coronación debido al colapso del arco plano de una de sus ventanas. La principal función que desempeñaba esta torre fue la de transmitir mensajes mediante señales visuales a otras torres de la misma línea. El mecanismo interno de este tipo de torres, ya desaparecido por completo, consistía en un sistema móvil de señales para la emisión y recepción de mensajes. Estas torres estuvieron en funcionamiento durante un periodo breve ya que a finales del siglo XIX fueron reemplazadas por tecnologías telegráficas más innovadoras.[15] En el año 2011, la torre fue declarada Bien de Interés Cultural dentro del Patrimonio Histórico Español, por la Dirección General de Bellas Artes y Bienes Culturales del Ministerio de Cultura, junto a otras torres situadas en la línea Madrid-Valencia.[16]
- Fuente del Concejo. Actualmente conocida como Fuente de la Glorieta o "La Fuente", la Fuente del Concejo fue en sus orígenes un nacimiento natural constituido por varios nacimientos de agua. En tiempos romanos, esta fuente abastecía una villa rural próxima comenzando a ganar importancia cuando los árabes la utilizaron para el consumo humano y animal o para el riego. Además, tanto la fuente como los numerosos robles que rodeaban la localidad dieron lugar al actual nombre de Fuenterrobles.[15]

### Fiestas
- Virgen de la Candelaria, en honor a la patrona de Fuenterrobles, la Virgen de las Candelas. Se celebra el dos de febrero siendo la procesión de la Torta el acto más destacado. La Torta parte como protagonista al ser una ofrenda a la Virgen que, cada año, es realizada en una casa distinta del pueblo.[17]
- Fiestas Patronales y Semana Cultural. Celebra sus fiestas patronales la tercera semana de agosto en honor a Santiago Apóstol y San Abdón y San Senén, conocidos por todos como los "Santillos de la piedra". Además, organizadas por la Asociación Cultural "Quo Vadis", que dan cabida a estos actos de tipo cultural, religioso y deportivo.[17]
- Los Mayos. La noche del 30 de abril, todas las chicas solteras del pueblo son rondadas por los quintos. El canto único ante cada ventana es el mayo, especie de declaración amorosa que tiene una finalidad especial en las parejas que se encuentran en fase de pre-noviazgo, pues aunque se canta a todas las mujeres solteras, en el caso de las niñas tiene un papel meramente simbólico y ritual, así como en el caso de las chicas con novio. [cita requerida]
- Romería a la Cueva Santa a la Virgen de la Cueva, protectora de la cosecha. Se celebra el segundo domingo de mayo y congrega a un buen número de pueblerinos que recorren 15 km hasta la Cueva Santa del Cabriel situada en uno de los barrancos del río Cabriel. La romería se divide en dos partes, la religiosa, en la que se celebra una misa en el exterior de la cueva, y una más lúdica, que consiste en un almuerzo de todos los vecinos acompañado de música y bailes populares.[17]
- Día del melón. Se celebra el 15 de agosto, día de la Virgen de Agosto. Consiste en una salida a la afueras del pueblo por parte de los fuenterrobleños con el fin de realizar una comida campestre.[17]